# Hypericum setosum
Hypericum setosum är en johannesörtsväxtart som beskrevs av Carl von Linné. Hypericum setosum ingår i släktet johannesörter, och familjen johannesörtsväxter. Inga underarter finns listade i Catalogue of Life.